# 國仲涼子
國仲涼子（1979年6月9日—），日本女演員、歌手，出生於沖繩縣那霸市，身高158公分，血型B型。丈夫為演員向井理。

## 經歷
1999年《L×I×V×E》（TBS電視劇）初次亮相。2001年出演NHK晨間劇《水姑娘》女主角，獲得第39回金箭賞「放送新人賞」和第26回Élan d'or賞「新人賞」，亦是日劇學院賞首位以NHK晨間劇獲得最佳女主角獎的演員（第30回日劇學院賞），並一躍成為治癒系偶像。曾表示此劇的角色最貼近自己。同年，初次挑戰NHK時代劇《五瓣之椿》，獲得第27回保加利亞・黃金國際電視節最優秀女優賞。
2003年，NHK月曜日《水姑娘2》的主題曲「日语：」以歌手的身分亮相。2004年發表第一張專輯、單曲（水姑娘3 主題曲）和DVD『音景色』。2005年初次主演民放電視台的日劇《我們都曾經是小孩子》。

## 人物
- 是家中的長女，有一個弟弟和妹妹。
- 小時候因性格活潑加上留短髮，常被誤認是男孩子。國中三年皆是短跑選手，高中就讀商業科，曾參加各種檢定考試。
- 在那霸市販賣日式甜點「善哉」的「富士家」打工三年，被星探發掘。
- 和島谷瞳為好友。出道前在東京受訓時，因和島谷瞳共住一間房而熟識。
- 因共演《熟男不結婚》而與SHEILA成為好友，私下亦會一同旅遊。
- 喜歡潛水，在2008年4月取得潛水執照。
- 2014年12月30日，與向井理分別透過各自的經紀公司發表親筆簽名聲明，表示兩人已於12月28日正式登記成婚[1]。4月20日，在官網公布已懷孕的消息[2]。2015年9月，所屬經紀公司公布國仲的第1個兒子已誕生[3]。
- 2017年9月25日，宣佈懷有第二胎，2018年產下幼子。同年11月10日憑『世界奇妙物語18秋特別編』中的「明日的我」回歸。

## 主要戲劇作品

### 電視劇
- L×I×V×E（1999年4月 - 6月，TBS電視台） 飾演  村西啓子
- Shin-D「ナツのツボミ」（2000年5月 - 6月，日本電視台）
- Summer Snow（2000年7月 - 9月，TBS）飾演 鈴木美紗
- 水姑娘（NHK） 飾演  古波蔵（上村）恵里
  - 水姑娘（2001年4月 - 9月）
  - 水姑娘2（2003年4月）
  - 水姑娘3（2004年9月）
  - 水姑娘4（2007年1月13日・20日）
- 五瓣之椿（2001年11月 - 12月，NHK） 飾演 おしの
- 夢想加州（2002年4月 - 6月，TBS電視台） 飾演 麻生恵子
- 搞笑偵探一族（2002年7月 - 9月，日本電視台）  飾演 田中亜湖
- 天才柳澤教授的生活（2002年10月 - 12月，富士电视台） 飾演  柳澤世津子
- 帥哥醫生（2003年4月 - 6月，TBS電視台）飾演  皆川泰子
- （2003年12月27日，富士電視台） 飾演  ねね
- （2004年2月20日，富士電視台） 飾演 月森花
- 童年時光（2005年1月 - 3月，關西電視台）飾演  照崎アイ子
- 綺羅羅的壽司（2005年5月26日，TBS電視台） 飾演  海棠きらら
- 為愛瘋狂「笑われる女」（2005年9月21日，日本電視台） 飾演 水戸いずみ
- 求愛三兄弟（2005年10月 - 12月，TBS） 飾演  田村知里
- （2006年6月20日，日本電視台） 飾演 坂本千尋
- 熟男不結婚（2006年7月 - 9月，富士電視台） 飾演 田村みちる
- 櫻桃小丸子（2006年10月，富士電視台） 飾演 櫻堇（青年）
- 金田一耕助惡魔吹著笛子來（2007年1月，富士電視台） 飾演 椿美禰子
- 還以為要死了？！「お母さん」（2007年4月28日，日本電視台） 飾演 若槻美雪
- 孤星夜（2007年5月25日，富士電視台） 飾演 宮下奈津
- 魚干女又怎樣（2007年7月 - 9月，日本電視台） 飾演 三枝優華
- 非常老爸（2007年10-12月） 飾演  水澤彌生
- 東京大空襲（2008年3月17日・18日，日本電視台）飾演 富田絢子
- （2008年10月19日，WOWOW） 飾演 杉村結子
- 風之花園（2008年10月 - 12月，富士電視台）飾演  二神香苗
- 名人與貧乏太郎（2008年10月 - 12月，富士電視台） 飾演 安田幸子
- Goro's Bar（2009年3月10日，TBS電視台）飾演 田野倉カナエ
- 絕對達令（2009年，富士電視台）飾演 神谷亜弓
- カイドク〜都市伝説の暗号ミステリー〜（2009年6月30日，關西電視台）飾演 羽柴美鈴
- 體操男孩（タンブリング）（2010年4月17日，TBS電視台）飾演 江崎祥子
- 獸醫杜立德（2010年10月，TBS電視台）  客串：月野絵里
- Strawberry NightSP（2010年10月，富士電視台） 友情出演：佐田倫子
- 告發（2011年1月，EX）  客串：宮崎由紀子
- 得到幸福吧（2011年4月，富士電視台） 飾演  松下みゆき
- Madonna Verde（2011年4月，NHK）  飾演  曽根崎理恵
- 世界奇妙物語 21世紀21年目的  特別編（2011年4月，富士電視台） 飾演 栗田桃子
- 我的天空 刑事篇（2011年10月，朝日電視台） 飾演 大川真弓
- 造花之蜜（2011年10月，WOWOW） 飾演  小川香奈子
- Hungry！（2012年1月，關西電視台） 飾演  橘まりあ
- Strawberry Night(2012年1月，富士電視台） 飾演  佐田倫子
- 推理要在晚餐後特別篇（2012年4月，富士電視台） 飾演 服部祥子
- 遲開的向日葵（2012年10月，富士電視台） 飾演：島田さより
- 御鑓拜借（2013年1月，NHK） 飾演 お菊
- 白虎隊〜敗れざる者たち（2013年1月2日，東京電視台） 飾演 西郷眉寿子
- 大岡越前（2013年3月 - 4月、6月、2014年1月，NHK BS Premium） 飾演 雪絵
- 味いちもんめ（2013年5月11日，朝日電視台） - 加山奈津子
- 激流〜私を憶えていますか?〜（2013年6月 - 8月，NHK） 飾演 御堂原貴子
- 「月曜劇場」杉村三郎系列（TBS電視台） 飾演 杉村菜穂子 
  - 名もなき毒（2013年7月 - 9月）
  - ペテロの葬列（2014年7月 - 9月）
- Black President ～黑心總裁～（2014年4月 - 6月，關西電視台） 飾演 冴島真理
- 約會～戀愛為何物～（2015年1月，富士電視台） 飾演 島田佳織
- 孤獨的美食家 2023年 除夕Special 井之頭五郎、南へ逃避行「探さないでください。」（2023年12月31日，東京電視台） 飾演 玉城玲奈
- 致光之君 第1話（2024年1月7日，NHK） 飾演 ちやは
- 廚房的愛麗絲 第4話（2024年2月11日，日本電視台） 飾演 五條未知子

### 電影
- ミラーを拭く男（2004年、パル企画） - 皆川真由美
- 電車男（2005年、東寶） - リカ
- 等待，是為了和妳相遇 （2007年、東寶） - 柴田美咲
- HERO （2007年、東寶） - 松本めぐみ
- 感染列島 （2009年、東寶） - 三田多佳子
- 相棒劇場版 X DAY（日语：相棒シリーズ X DAY）（2013年、東映） - 麻生美奈

### 舞台
- 天璋院篤姫（2011年7月、福岡・博多座） - 主演・篤姫 役
- 吉本百年物語（2012年4月、大阪・なんばグランド花月） - 吉本せい 役

## 寫真集
- 素顔のままで。（1999年10月、テイ・アイ・エス）ISBN 4886182135
- 23ans（2002年7月、ワニブックス）ISBN 4847027205
- 国仲涼子写真館 ~風の記憶~（2004年3月、主婦と生活社）ISBN 4391129272
- COLORS（2011年7月27日、ワニブックス、撮影：根本好伸）ISBN 978-4847043833

## 音樂作品

### 單曲
- 琉球ムーン　（2003年4月25日）　インディーズとして発売。
- めぐり逢えたね　（2004年9月29日）　ポニーキャニオン

### 專輯
- ふるさと（2004年2月、ポニーキャニオン）

### DVD
- 音景色（2004年11月、ポニーキャニオン）ビデオクリップ集。

## 外部連結
- http://www.visionfactory.jp/artist/kuninaka/index.html（页面存档备份，存于）
- VISION FACTORY官方網站（页面存档备份，存于）